# St. Philipp Neri (Aachen)

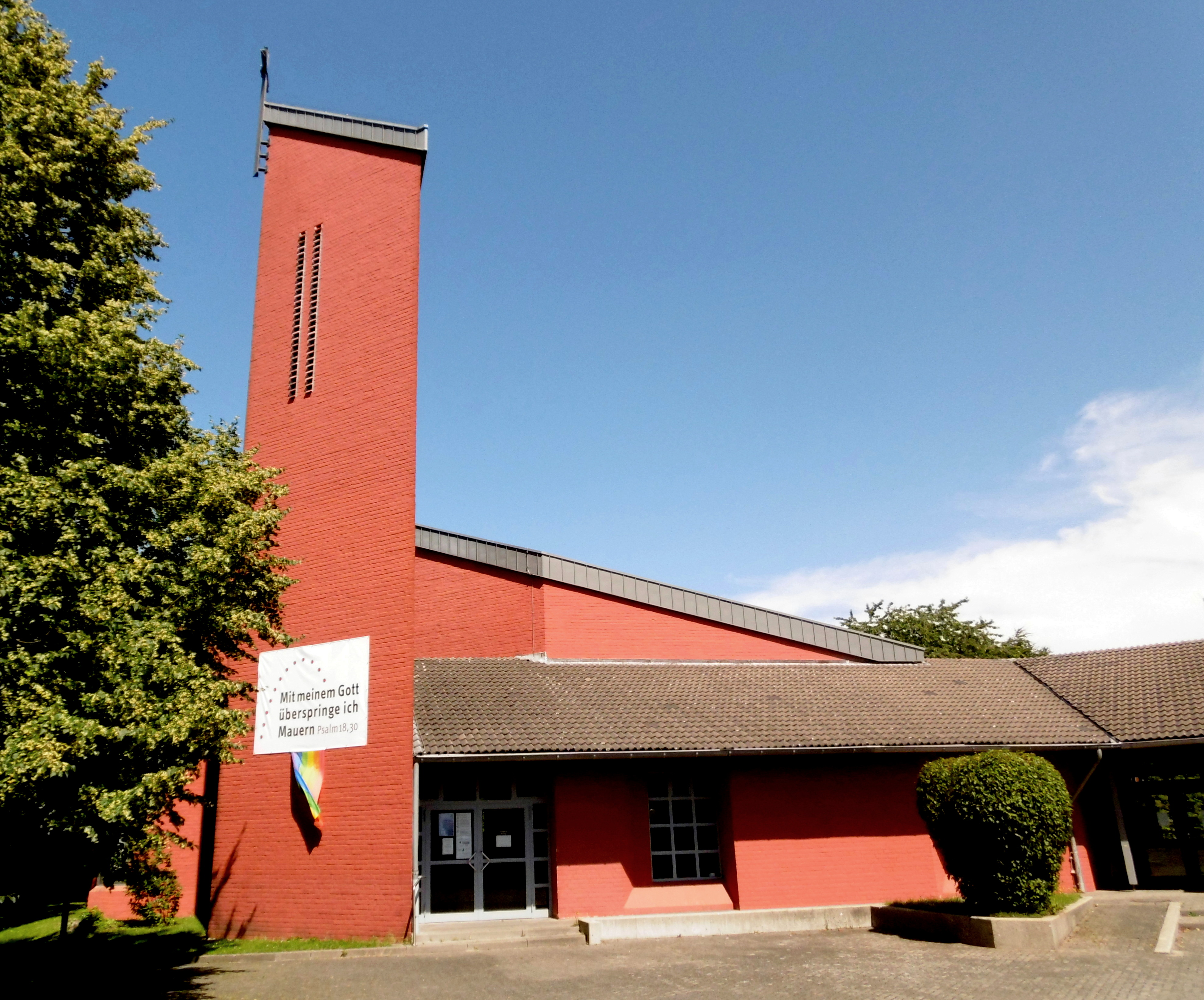
St. Philipp Neri

St. Philipp Neri in Aachen-Vaalserquartier ist eine römisch-katholische Filialkirche der Pfarrei St. Konrad in der „GdG Aachen-Nordwest“ im Bistum Aachen. Sie wurde 1988 nach Plänen des Architekten Gerd Goebgens erbaut und ihre Inneneinrichtung durch den Aachener Künstler Andreas Dilthey gestaltet.

## Geschichte
Nach der Fertigstellung des Baus des neuen Universitätsklinikums Aachen zu Beginn der 1980er-Jahre und der damit verbundenen dichteren Besiedlung des Wohngebiets Gut Kullen von Vaalserquartier, sah sich die bisher zuständige Kirchengemeinde von St. Konrad veranlasst, dort einen neuen Seelsorgebezirk einzurichten. Mittels erfolgter Genehmigung des Bistums Aachen für dieses Vorhaben kam es daraufhin am 5. Juli 1987 zur Grundsteinlegung für das neue Kirchengebäude inklusive eines angeschlossenen Gemeindezentrums mit Pfarrwohnungen. Schließlich wurde am 4. Dezember 1988 die Kirche von Bischof Klaus Hemmerle eingeweiht und unter das Patrozinium des heiligen Philipp Neri gestellt. 
Mit dem Kirchenraum verbunden ist das 1989 eröffnete Gemeindezentrum, das Platz bietet für Veranstaltungen mit bis zu 200 Personen. Es beinhaltet das so genannte „Café4you“, mehrere Konferenzräume, ein Kleiderlädchen sowie das Pfarrbüro und das Büro des Quartiersmanagements der Stadt Aachen sowie einen Wohntrakt.

## Baucharakteristik
Das Kirchengebäude ist ein asymmetrisch konzipierter Backsteinbau mit der mehrfach wiederkehrenden Grundform des Dreiecks, das in der christlichen Theologie für die Trinität steht. Nach dem Haupteingang im Osten öffnet sich im Inneren zunächst ein dreieckiges Seitenschiff, das übergeht in das querliegende Hauptschiff. An dessen Schmalseite zeigt sich im Norden der dreieckige Altarraum, dem gegenüber im Süden die dreieckige Taufkapelle steht. Links des östlichen Haupteingangs befindet sich die Werktagskapelle, die ebenfalls einen dreieckigen Altarraum an ihrer Nordostwand aufweist. Diese ist auch über den schmalen südöstlichen Korridor des Nebeneingangs zugängig, der diese Kapelle von dem links dieses Durchgangs angebauten recht hohen und auffälligen Dreiecksturm trennt, an dessen oberer äußerer Kante ein verziertes großes Metallkreuz angebracht ist. Im Turm hängen vier Glocken der Glockengießerei Mark aus Brockscheid, die am 21. Mai 1991 von Abt Albert Altenähr aus der Neuen Benediktinerabtei Kornelimünster geweiht wurden.
Mit dem östlichen Haupteingang verbunden sind die Anbauten für das Gemeindezentrum und den Wohnblock, die halbkreisförmig verlaufen und zusammen mit der Kirche einen größeren Innenhof bilden.
Die spärlich eingebauten Fenster im Kirchengebäude waren im Jahr 2001 von dem Glasmaler Michael Scheu als freie Komposition unter Verwendung biblischer Texte neu gestaltet worden. Lediglich das Fenster in der Werktagskapelle ist ein Fragment eines unbekannten Künstlers aus dem Jahr 1955 und zeigt die Mutter Maria mit Jesukind.
Die moderne von Dilthey entworfene sakrale Ausstattung besteht unter anderem aus:
- Altar aus italienischem Marmor, der am oberen Rand rundum reliefartig mit den Blättern des Ölbaumes berankt ist. Darüber hinaus ist vorderseitig ein Bild der Heilung eines Blindgeborenen und rückseitig das flammende Herz von Philipp Neri aufgetragen.
- Ambo, ebenfalls aus italienischem Marmor. Er steht auf einer Bodenplatte mit dem Motiv des Daniels in der Löwengrube.
- Altarkreuz aus Bronze, das nicht die Kreuzigung zeigt, sondern einen Bezug zur Osterbotschaft herstellt.
- Tabernakel in der Seitenkapelle, umgeben von einer großflächigen verzierten Marmorplatte mit Motiven des Gartens Eden.
- Ewiges Licht vor dem Tabernakel, erinnert in Form und Ausstattung an einen der Tor-Türme des Barbarossaleuchters aus dem Aachener Dom.

Für die kirchenmusikalische Begleitung der Gottesdienste wurde eine Orgel der Firma Stahlhuth mit zwölf Registern und mechanischer Traktur aus dem Jahr 1990 aufgestellt.